# کریم کشاورز
کریم کشاورز (زاده ۱۲۷۹ رشت - درگذشته ۱۷ آبان ۱۳۶۵ تهران) مترجم و داستان‌نویس ایرانی بود. او همچنین از اعضای اصلی کمیته مرکزی حزب توده بوده است.

## زندگی
کریم کشاورز اهل گیلان و از اعضای حزب کمونیست ایران (دهه ۱۹۲۰) و سپس حزب توده ایران بود. او فرزند محمد وکیل التجار یزدی (تاجر ابریشم و نماینده رشت در دوره اول مجلس شورای ملی) و برادر بزرگ‌تر فریدون کشاورز (پزشک متخصص اطفال و از سران حزب توده ایران و نماینده بندر انزلی در دوره ۱۴ مجلس شورای ملی) و نیز جمشید کشاورز (نوازنده و موسیقیدان) بود. وی در سال ۱۳۳۲ به جزیره خارگ تبعید شد که در این مدت ۱۴ ماه موفق به نگارش خاطرات روزانه خود در کتابی ارزشمند شد که «چهارده ماه در خارگ» نام دارد.
کشاورز پس از رفع تبعید، دیگر حق کار دولتی نداشت، لذا در کنار مشاغل گوناگونی که اختیار کرد، به کار ترجمه و تألیف کتاب ادامه داد. در ۱۳۴۵، برندهٔ جایزهٔ بهترین ترجمهٔ کتاب سال شد. گفتنی است که در بیشتر ترجمه‌هایش از استفادهٔ زیاد کلمه‌های عربی و گاه اصطلاحات قدیمی واهمه‌ای نداشت. خود نیز این ایراد را در کارهایش وارد دانسته و در مجلسی گفته‌است که «اگر عمری باقی باشد و باز به ترجمهٔ تازه‌ای بپردازد، سعی می‌کند به جای کلمات عربی، معادلهای فارسی آنها را به کار ببرد»؛ اگر چه هر چه به سالهای عمرش افزوده شد، کمتر به ترجمه روی آورد.
او پدر بهمن کشاورز، اسفندیار کشاورز و مهربانو کشاورز  و دایی هوشنگ نهاوندی بود.

## ترجمه‌های تاریخی
- نهضت سربداران در خراسان
- کشاورزی و مناسبات ارضی در ایران عهد مغول
- تاریخ ماد - ایگور میخائیلوویچ دیاکونوف
- تاریخ ایران
- آبیاری در ترکستان
- اسلام در ایران
- ترکستان نامه از بارتولد
- مقدمه فقه اللغه ایرانی
- گزیده مقالات تحقیقی
- افسانه‌های کردی
- خاطزه های جنگ جهانی دوم شارل دوگل
- اشکانیان
- گیلان
- حسن  صباح
- رساله سلطان علی مشهدی در خوش نویسی
- یادداشت های حسنک یزدی در سفر به گیلان
- موضوع روسیه
- چهارده ماه  در خارک
- لنین

## ترجمه‌های ادبی
- قهرمان دوران
- دوران کودکی
- دشمنان
- دوبرووسکی
- روستائیان روشنایی ها داستان مرد ناشناس
- عشق بی پیرایه
- زارع شیکاگو
- لبخند بخت
- شهریار کوهسار
- شبی در چهارراه
- لبخندت
- آشغالدونی
- وجدان گم شده
- قربانعلی بک و نه داستان دیگر
- کارد و طناب
- امضای مرموز
- تاریکی گرتلی
- باران سیاه
- فی مده المعلوم
- دهقانان
- چند حکایت از ملانصرالدین
- دختر سبک سر
- آفو و همسرش
- کودکی نوباوگی جوانی
- لرمونتوف
- موژیک ها
- هزار سال نثر پارسی (تالیف)